# Lymantria plumbalis
Lymantria plumbalis este o specie de molii din genul Lymantria, familia Lymantriidae, descrisă de George Francis Hampson 1895 Conform Catalogue of Life specia Lymantria plumbalis nu are subspecii cunoscute.